# Провулок Панаса Мирного (Київ)
Прову́лок Пана́са Ми́рного — провулок у Печерському районі міста Києва, місцевість Печерськ. Пролягає від вулиці Панаса Мирного до кінця забудови.

## Історія
Провулок виник у 2-й половині XIX століття, мав назву Мільйонний, простягався до Рибальської вулиці. У 1873 році згадується також Майстерський провулок, що з'єднував Мільйонну та Рибальську вулиці, але доказів про його тотожність провулкові Панаса Мирного немає. У 1-й половині XX століття скорочений до теперішніх розмірів. Сучасна назва на честь українського письменника Панаса Мирного — з 1955 року.

## Забудова
До провулку відносяться два будинки: п'ятиповерхова цегляна «хрущівка» та гуртожиток № 5 Київського національного університету технологій та дизайну.